# Přetečení zásobníku
Přetečení zásobníku je situace v programování, kdy dojde k pokusu uložit na zásobník volání více dat, než kolik se tam vejde. Velikost tohoto zásobníku je obvykle předem dána při startu programu v závislosti na architektuře systému, překladači, množství volné paměti atp. Když se program pokusí posunout vrchol zásobníku mimo vymezenou paměť, mluvíme o přetečení zásobníku. To má obvykle za následek pád programu.
Důvodem přetečení je nejčastěji jedna z následujících programátorských chyb:

## Nekonečná rekurze
Nejčastějším problémem programu, který spadne kvůli přetečení zásobníku, je nekonečná rekurze. V některých programovacích jazycích, které používají koncovou rekurzi, například v jazyce Scheme, je nekonečná rekurze v případě využití koncové rekurze povolena, protože její volání nezabírá místo na zásobníku. Naproti tomu následující příklad v jazyce C skončí pádem programu:
```
int
 
foo
()
 
{

     
return
 
foo
();

}

```

Než se totiž řízení vrátí z funkce foo() zpět, znovu dojde k zavolání funkce foo(). Než se z té vrátí řízení, dojde k dalšímu zavolání funkce foo(). Každé zavolání funkce přitom zabere několik bajtů na zásobníku, takže časem bude běh procesu ukončen chybou přístupu do paměti, až na zásobníku dojde místo.

## Příliš objemné proměnné na zásobníku
Místo pro lokální proměnné je obvykle vytvářeno právě na zásobníku volání. Pokud se tedy programátor v programu pokusí vytvořit velké pole jako lokální proměnnou, pak je možné, že se už na zásobníku pro toto pole nenajde místo. Například tato ukázka v jazyce C
```
int
 
foo
()
 
{

     
double
 
x
[
1000000
];

}

```

si žádá na zásobníku 8 megabajtů (pokud má proměnná typu double paměťové nároky 8 bajtů). Pokud na zásobníku už nezbývá tolik prostoru, pak skončí program chybou.